# Saint James's Gate Football Club
Dernière mise à jour : 18 septembre 2009.
Saint James's Gate Football Club est un club de football irlandais. Le club est fondé à partir de la section football du club social et sportif de l’entreprise Guinness. Son nom est une référence directe à la localisation du brasseur à Dublin.

## Histoire
Le club est fondé en 1902. il figure parmi les dix clubs fondateurs du championnat d'Irlande en 1921. Il est le tout premier vainqueur du championnat. Il remporte un deuxième titre en 1940.
Le club quitte définitivement la première division en 1944, après avoir terminé à la dernière place du championnat. Durant les années 1990, le club revient en première division. Ne dépassant jamais la cinquième place, le club se retire de la Ligue avant le début de la saison 1996-1997.
Depuis, le club évolue en ligue régionale du Leinster.

## Palmarès
- Championnat d'Irlande (2)
  - Champion : 1922 et 1940

- Coupe d'Irlande (2)
  - Vainqueur : 1922 et 1938

- Dublin City Cup (1)
  - Vainqueur : 1939

## Joueurs

### Joueurs sélectionnés en équipe nationale
Huit joueurs de St James's Gate ont joué en équipe d’Irlande.
Le plus capé d’entre eux est Joe O'Reilly (en), avec 13 sélections.